# Dialogflow
Dialogflow és una plataforma de comprensió del llenguatge natural que s'utilitza per dissenyar i integrar una interfície d'usuari conversacional en aplicacions mòbils, aplicacions web, dispositius, robots, sistemes interactius de resposta de veu i usos relacionats.
El maig de 2012, Speaktoit va rebre una ronda de risc (condicions de finançament no revelades) d'Intel Capital. El juliol de 2014, Speaktoit va tancar el seu finançament Sèrie B liderat per Motorola Solutions Venture Capital amb la participació del nou inversor Plug and Play Ventures i els patrocinadors existents Intel Capital i Alpine Technology Fund. El setembre de 2014, Speaktoit va llançar api.ai (el motor d'habilitació de veu que alimenta l'Assistent) per a desenvolupadors de tercers, la qual cosa va permetre afegir interfícies de veu a aplicacions basades en Android, iOS, HTML5 i Cordova. Els SDK inclouen reconeixement de veu, comprensió del llenguatge natural i conversió de text a veu. api.ai ofereix una interfície web per crear i provar escenaris de conversa. La plataforma es basa en el motor de processament del llenguatge natural creat per Speaktoit per a la seva aplicació Assistant. Api.ai permet als desenvolupadors d'Internet de les coses incloure interfícies de veu en llenguatge natural als seus productes. Els llocs web d'Assistent i Speaktoit ara redirigeixen al lloc web d'api.ai, que redirigeix al lloc web de Dialogflow.
Google va comprar l'empresa el setembre de 2016 i inicialment es coneixia com a API. IA; proporciona eines als desenvolupadors que creen aplicacions ("Accions") per a l'assistent virtual de l'Assistent de Google.
L'organització va suspendre l'aplicació Assistant el 15 de desembre de 2016.
A l'octubre de 2017, va passar a anomenar-se Dialogflow.
El novembre de 2017, Dialogflow va passar a formar part de Google Cloud Platform.